# ルノー・18
ルノー・18(Renault 18,R18)は、フランスの自動車製造会社であるルノーが1978年から1989年まで生産した乗用車である。フランス語では「18」を「ディズユイット」(仏: dix-huit)と読む。

## 概要
1978年春にデビューした、ルノー・12の後継となる中型の前輪駆動車である（12も1980年まで併売された）。なお、1980年登場のフエゴは、18をベースに3ドアクーペとしたものである。
デビュー当初は4ドアセダンのみで、ブレーク（5ドアステーションワゴン）は翌1979年に追加された。デザインはフランス車のクセがないと評されている。
メカニズムは既存のルノー各車から受け継いだものを組み合わせているが、基本的には12を発展させたものである。エンジンは直列4気筒でフロントオーバーハングに縦置きされ、当初はいずれもOHVの1.4 L / 1.6 Lの2種を設定。1.4 Lは12の1,289 ccを拡大した1,397 ccで64 PS、1.6 Lは16や20で使われた1,647 ccで、79 PSの出力は16 / 20より抑えられたものである。2,441 mmのホイールベースは12と同寸で、サスペンションは12と同形式であるがダブルウィッシュボーンのフロントは20の物が、3リンクリジッドのリアは12の物がそれぞれ使われている。
1980年には2.1 L (2,068 cc) のディーゼルを追加。続いて同年に1.6 L (1,565 cc) ターボエンジンを追加。ルノー市販車のターボは特異なミッドシップの5ターボに続くもので、1,647 ccを1,565 ccに縮め、ギャレット製ターボチャージャーと空冷式インタークーラーで過給。110 PSを発揮した。1983年にはブレークにパートタイム式4WDを追加。
フランス（モーブージュ・コンストラクション・オートモーティブ）では1989年に生産終了。ルノー・21に受け継がれた。
北米ではルノー傘下のアメリカン・モーターズ (AMC) が1981年モデルイヤーから販売した。セダンは18i、ワゴンは18i Sportswagonと呼ばれ、1.6 Lのインジェクション仕様エンジンを搭載した。外観上は大型の5マイルバンパーを備え、角目2灯のヘッドライトはグリル面より奥まって装着されている。1983年モデル限りでセダンはカタログから落とされた。以降は単にSportswagonと改称したワゴンのみとなり、1987年モデルイヤーの初め、21の北米版であるメダリオンに代替された。